# Сельваццано-Дентро
Сельваццано-Дентро (італ. Selvazzano Dentro, вен. Selvasano Drento) — муніципалітет в Італії, у регіоні Венето, провінція Падуя.
Сельваццано-Дентро розташоване на відстані близько 400 км на північ від Рима, 45 км на захід від Венеції, 8 км на захід від Падуї.
Населення — 22 866 осіб (2014).
Покровитель — святий Архангел Михаїл.

## Демографія
Населення за роками:

Станом на 1 січня 2023 року в муніципалітеті офіційно проживали 2173 іноземці з 77 країн, серед них 1040 громадян країн Євросоюзу та 53 громадяни України.

## Сусідні муніципалітети
- Абано-Терме
- Падуя
- Рубано
- Сакколонго
- Теоло